# Montigny-sur-Meuse
Montigny-sur-Meuse är en kommun i departementet Ardennes i regionen Grand Est (tidigare regionen Champagne-Ardenne) i nordöstra Frankrike. Kommunen ligger  i kantonen Fumay som ligger i arrondissementet Charleville-Mézières. År 2022 hade Montigny-sur-Meuse 77 invånare.

## Befolkningsutveckling
Antalet invånare i kommunen Montigny-sur-Meuse
Referens: INSEE